# یوکو ساتومی
یوکو ساتومی (انگلیسی: Yōko Satomi؛ زاده ۲۰ اکتبر ۱۹۷۳) یک بازیگر پورنوگرافی است. 